# Ревняк
Ревняк — струмок в Україні, у Кіцманському районі Чернівецької області, правий доплив Пруту (басейн Дунаю).

## Опис
Довжина струмка приблизно 4 км. Формується з багатьох безіменних струмків.

## Розташування
Бере початок на північному заході від села Спаська. Тече переважно на північний схід через Ревне і впадає в річку Прут, ліву притоку Дунаю.